# جيني بايرد
جيني بايرد (بالإنجليزية: Jenni Baird)‏ هي ممثلة أسترالية، ولدت في 1976 بسيدني في أستراليا.

## أعمال

### مسلسلات
- ذا 4400

## وصلات خارجية
- جيني بايرد على موقع IMDb (الإنجليزية)
- جيني بايرد على موقع ألو سيني (الفرنسية)
- جيني بايرد على موقع أول موفي (الإنجليزية)
- جيني بايرد على موقع قاعدة بيانات الفيلم (الإنجليزية)
- جيني بايرد على موقع كينوبويسك (الروسية)